# Virol

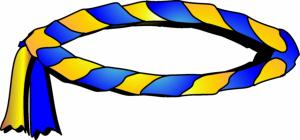
Virol

O virol é um termo que, em heráldica, designa uma peça de tecido, colocada sobre o elmo e coroa. É feita de duas cordas entrelaçadas, com o mesmo esmalte do paquife, e do escudo, representando o metal e a cor principal. Serviría para manter o paquife no seu lugar. 